# Pseudanthias pictilis
Espèce
Statut de conservation UICN

 LC  : Préoccupation mineure
Pseudanthias pictilis est une espèce de poissons de la famille des Serranidae.

## Description
Cette espèce atteint au maximum 20 cm chez les mâles, et 15 cm chez les femelles.

## Répartition
Cette espèce est présente dans la mer de corail, depuis le nord de l'Australie en passant par le Vanuatu, Salomon et jusqu'aux îles Marshall.

## Aquariologie
Cette espèce est très peu répandue dans le commerce en raison de son aire d'habitat. Quand elle est disponible, les prix peuvent dépasser les 100 € par individu.

## Systématique
Le nom valide complet (avec auteur) de ce taxon est Pseudanthias pictilis (Randall & Allen, 1978).
L'espèce a été initialement classée dans le genre Anthias sous le protonyme Anthias pictilis Randall & Allen, 1978.
Pseudanthias pictilis a pour synonyme :
- Anthias pictilis Randall & Allen, 1978

## Étymologie
Son épithète spécifique, du latin pictilis, « peint », lui a été donné en référence à la livrée des deux sexes.

## Publication originale
- (en) J.E. Randall et G.R. Allen, « Anthias pictilis, a new serranid fish from the subtropical southwestern Pacific », Revue française d'aquariologie et d'herpétologie, Nancy, vol. 5, no 2,‎ 1978, p. 33-36 (ISSN 0399-1075).